# Edifici del Consell Municipal de Maputo
L'edifici del Consell Municipal de Maputo (portuguès: Edifício do Conselho Municipal de Maputo) és la seu del govern local de la capital de Moçambic. L'edifici neoclàssic es troba al capdavant de Praça da Independência, i va ser erigit en 1947.

## Història
José Maria da Silva Cardoso, alcalde de Lourenço Marques, nom de Maputo durant l'època colonial, va obrir un concurs d'arquitectura per a un nou edifici pel consistori municipal en la dècada de 1930. La necessitat d'un nou ajuntament va ser impulsat pel continu creixement de la ciutat colonial. L'arquitecte portuguès-brasiler Carlos César dos Santos van guanyar el concurs en 1938. En 1941 el nou alcalde, Francisco dos Santos Pinto Teixeira, va iniciar obres de construcció del nou edifici. Va ser acabar en 1947.
Santos va dissenyar el nou ajuntament amb un disseny trapezoïdal situat en un turó, de manera que automàticament es va convertir en el punt focal de l'Avinguda Luis (avui Avinguda Samora Machel), que connecta la Plaça de la Independència amb la zona del centre de la ciutat, (Baixa). La sala disposa d'una façana de 65 metres i està completament dissenyada a la manera neoclàssica i segueix les normes arquitectòniques beaux-arts. A causa de les limitacions financeres, el govern de la ciutat va triar pedra artificial en lloc de carreu.
La Câmara Municipal de Lourenço Marques es va traslladar a la nova estructura en 1947. Va romandre seu del govern de la ciutat de Maputo després de la independència de Moçambic en 1975. El govern de la ciutat que ocupa l'edifici ara es diu el Conselho Municipal de Maputo.

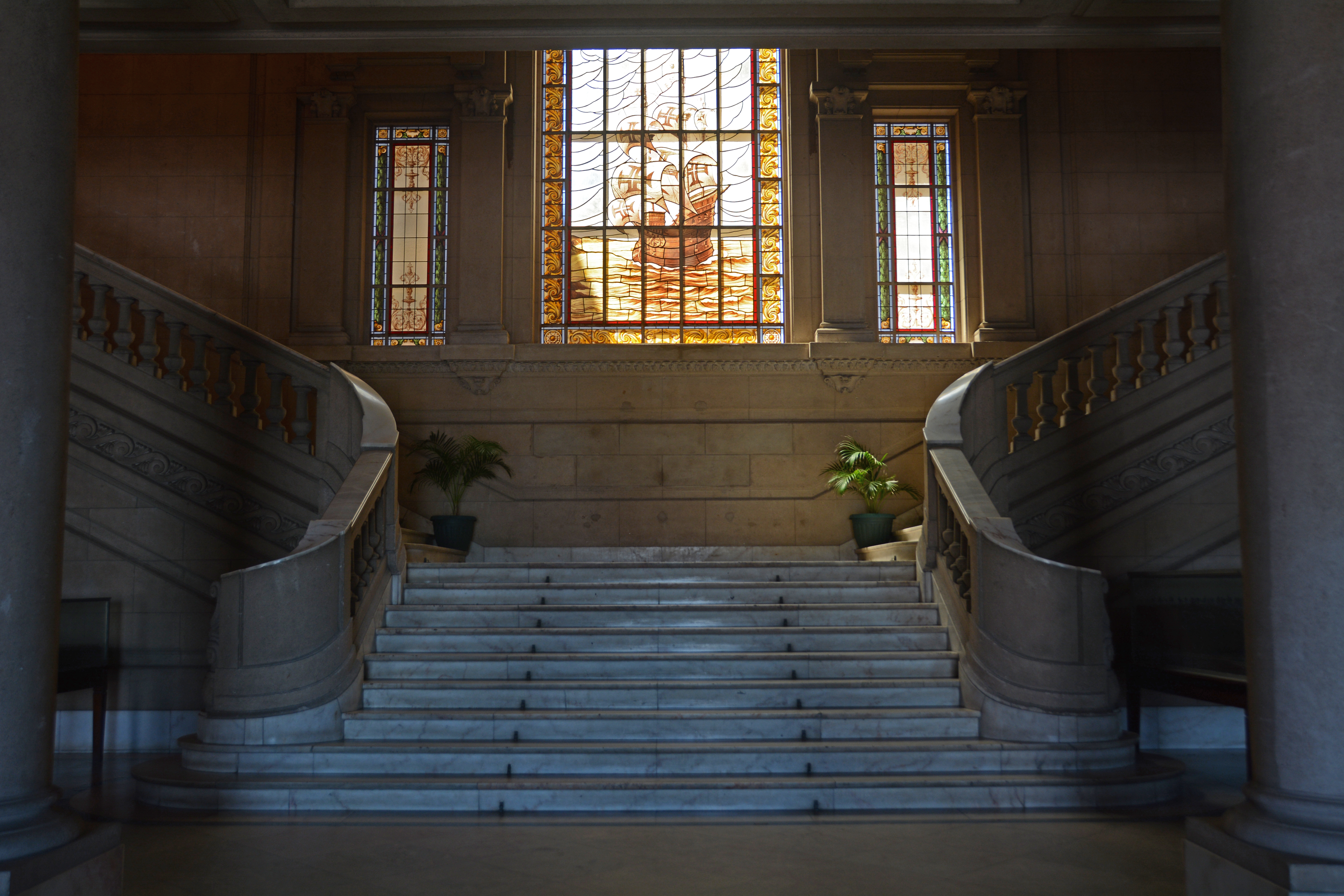
Entrada al consistori

L'edifici del Consell Municipal de Maputo fou afegit a la llista de monuments culturals de Maputo el 2011. D'altra banda, apareix a la base de dades portuguesa Sistema de Informação para o Património Arquitectónico  (SIPA)amb el número 31708.